# Рукс, Карл-Гейнц
Карл-Гейнц Рукс (нем. Karl-Heinz Rux; 3 сентября 1907, Бромберг, Германская империя — 8 мая 1945, Филлах) — немецкий юрист, оберштурмбаннфюрер СС,  руководитель айнзацкоманды 2, что входила в состав айнзацгруппы 2 в Польше, начальник гестапо в Бромберге.

## Биография
Карл-Гейнц Рукс родился 3 сентября 1907 года в семье инженера. Посещал протестантскую городскую школу и гимназию в районе Немецкая кроне. С 1926 по 1927 год изучал юриспруденцию в Йене. Там же в 1926 году стал членом студенческой корпорации «Германия». С 1927 по 1930 год продолжил обучение в Кёльне и Бонне. Рукс сдал первый государственный экзамен в Высшем земельном суде Кёльна. Потом последовало дальнейшее обучение в судах и ведомствах в Немецкой кроне, Берлине, Мариенвердере и Шнайдемюле. В политическом плане он ориентировался на нацистов и в 1932 году стал членом национал-социалистической ассоциации чиновников в Шнайдемюле. 1 февраля 1933 года вступил в НСДАП (билет № 1444292) и 20 апреля 1938 года был зачислен в ряды СС (№ 231696), а также стал членом СД. 
В 1935 году после сдачи второго государственного экзамена по права был назначен судебным заседателем. В звании унтерштурмфюрера СС служил в лейтабшните СД в Данциге. 1 сентября 1935 года поступил на службу в гестапо. В течение следующих двух лет служил в отделениях гестапо в Мюнстере, Кёнигсберге и Эльбинге. Впоследствии служил в Главном управлении имперской безопасности. В 1937 году стал правительственным служащим, а в 1938 году — правительственным советником.
После Аншлюса Австрии в 1938 году создал в Зальцбурге полицию безопасности и возглавил местное гестапо в звании штурмбаннфюрера СС. Во время Польской кампании возглавлял айнзацкоманду 2, входившую в состав айнзацгруппы 2. Это подразделение было создано в августе 1939 года, следовало за 10-й армией вермахта и действовало в Ополе, Радомско и Коньске. 20 ноября 1939 года подразделение было расформировано. Служащие его айнзацкоманды были переданы в ведомство командира полиции безопасности и СД в Люблине. Впоследствии Рукс основал отделение гестапо в Бромберге (ныне Быдгощ), а также стал командиром полиции безопасности. Ему были подчинены отделения СД в Торне, Тухеле и других городах. В 1942 году ему было присвоено звание оберштурмбаннфюрера СС, а в следующем году Рукс получил должность руководителя гестапо в Грауденце.
В 1944 году был откомандирован в Югославию, где боролся против партизан в районе Верхней Крайны. Кроме того, занял пост командира службы безопасности в словенском городе Блед. 
В связи с выводом из Югославии немецких войск он был арестован британцами. 8 мая 1945 года покончил жизнь самоубийством, опасаясь выдачи югославским партизанам.